# Ravenscourt Park (métro de Londres)
Ravenscourt Park (en anglais : Ravenscourt Park tube station, ou Ravenscourt Park Underground station), est une station de la ligne District du métro de Londres, en zone 2 Travelcard. Elle est située sur la Ravenscourt Road à proximité du Ravenscourt Park dans le borough londonien de Hammersmith et Fulham, sur le territoire du Grand Londres.

## Services aux voyageurs

### Desserte

Installations et desserte
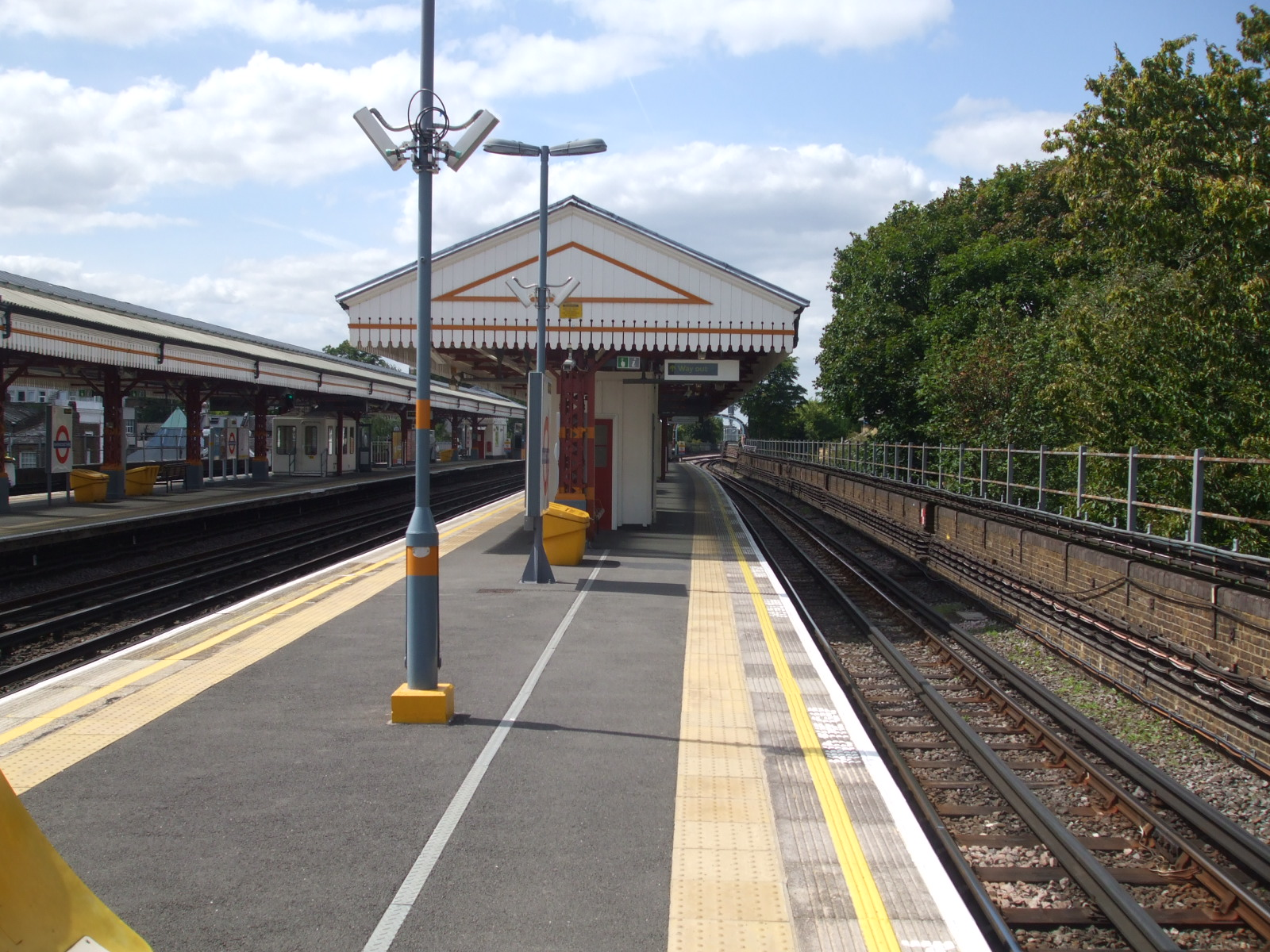
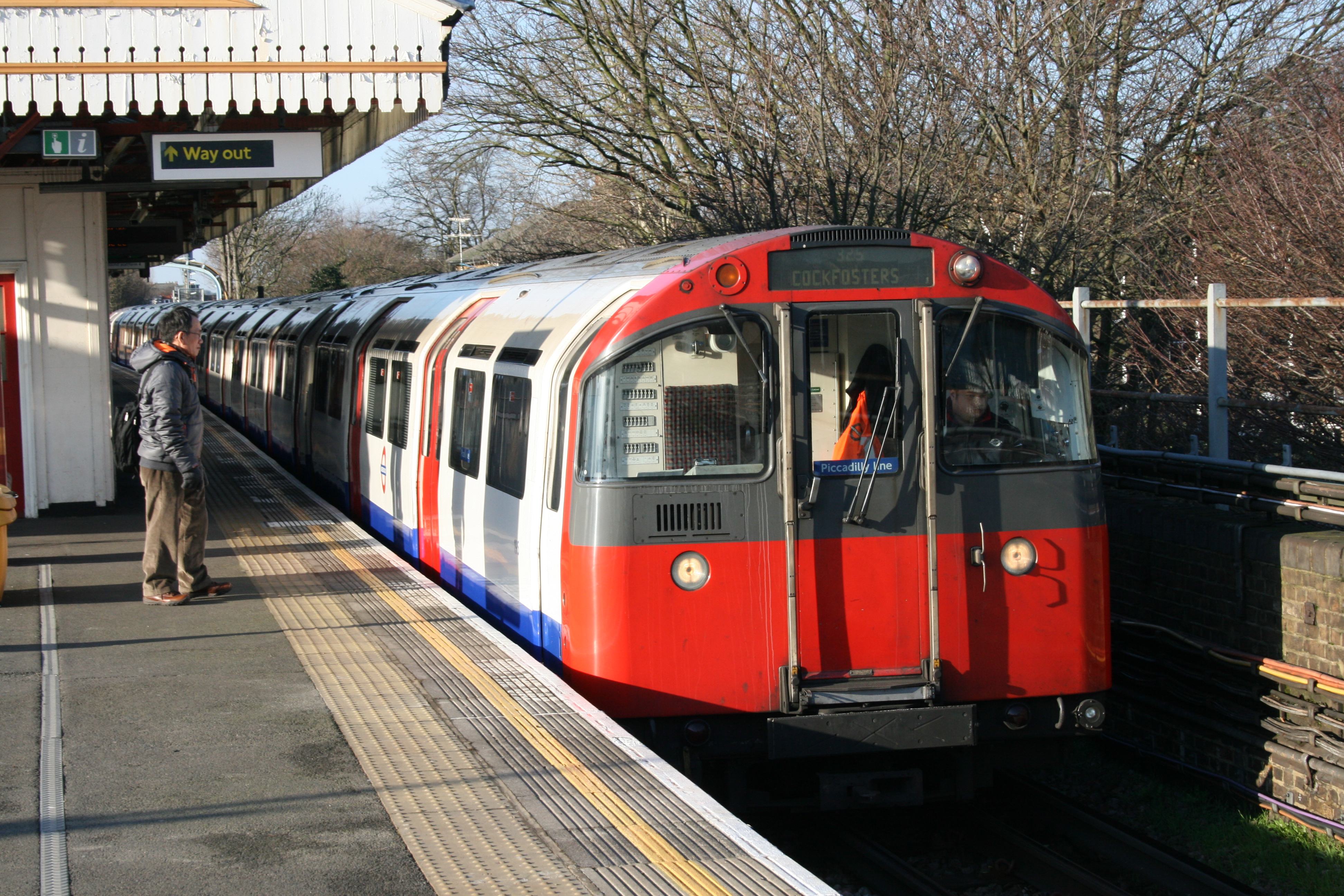

## À proximité
- Ravenscourt Park

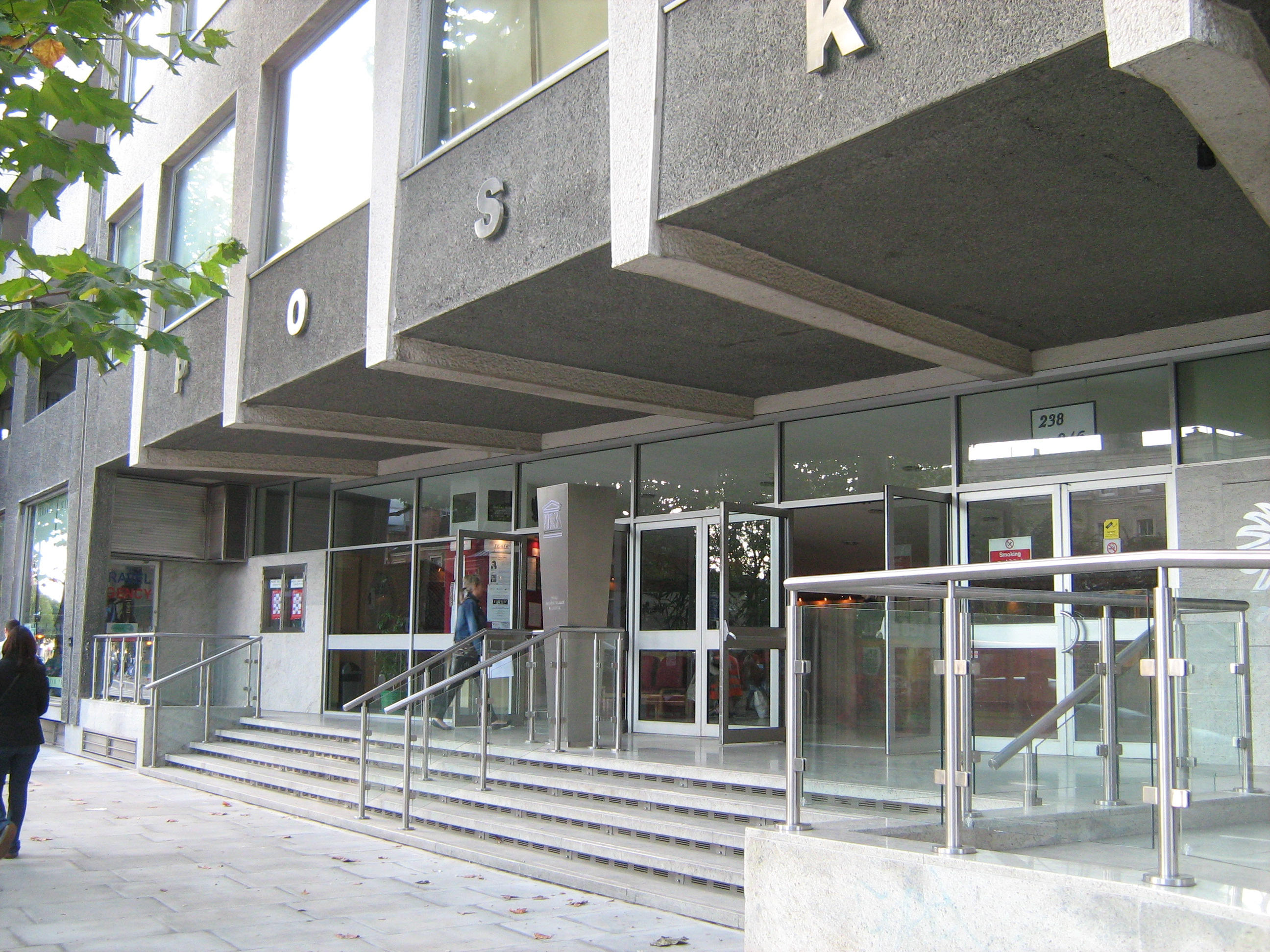
Le POSK sur King Street.

- Polish Social and Cultural Association (en) (Le POSK) : situé au sud de la station, dans King Street, abréviation de Polski Ośrodek Społeczno-Kulturalny (Polonais : Association culturelle et sociale polonaise), centre de la communauté polonaise de Londres. Il se trouve sur ce site depuis 1967. Il comprend un restaurant, un théâtre, un cinéma et une bibliothèque, tous spécialisés dans la langue et la culture de la Pologne[1].